# Kimberleydiscus
Kimberleydiscus is een geslacht van weekdieren uit de klasse van de Gastropoda (slakken).

## Soort
- Kimberleydiscus fasciatus Köhler, 2010